# Škoda 30Tr
Škoda 30Tr je nízkopodlažní trolejbus vyráběný v letech 2010 až 2020 českou firmou Škoda Electric. Dodavatelem karoserie, vycházející z autobusu typu NB 12, byla společnost SOR Libchavy. Z modelu 30Tr byl odvozen kloubový vůz Škoda 31Tr.
Verze s pomocnou motorovou jednotkou byla na Slovensku označena jako 30TrDG.

## Konstrukce
Trolejbus Škoda 30Tr využívá karoserii typu TNB 12, odvozenou od autobusu SOR NB 12. Vůz je dvounápravový, s ocelovou samonosnou karoserií a čtyřmi dvoukřídlými dveřmi (na přání zákazníka se třemi dveřmi). Karoserie je svařena z ocelových profilů, zvenku je oplechovaná, zevnitř obložená plastovými deskami. Interiér vozu je v celé délce nízkopodlažní, podlaha se nachází ve výšce 360 mm nad vozovkou, nástupní prostory jsou ve výšce 325 mm, avšak většina sedaček je umístěna na vyvýšených částech podlahy. Kabina řidiče je uzavřená. Přední tuhá portálová náprava je vlastní výroby SORu, zadní náprava je značky ZF. Asynchronní elektromotor Škoda pohání zadní hnací nápravu, elektrická výzbroj na bázi IGBT technologie je uložena ve schráně na střeše vozidla.
Podle požadavků zákazníka mohl být vůz 30Tr vyroben jako parciální trolejbus s možností pohybu i mimo trolejové vedení. Mohl být vybaven buď pomocnou motorovou jednotkou Kirsch (se vznětovým motorem Iveco), která byla instalována do „motorové věže“ mezi třetími a čtvrtými dveřmi místo čtyř sedaček (tato verze byla na Slovensku označena jako 30TrDG), nebo trakční LTO baterií (Nano Lithium Titanate) ve schráně v zadní části trolejbusu místo zadní pětice sedaček. Nabízena (avšak nerealizována) byla i verze se superkapacitory.

## Výroba a provoz

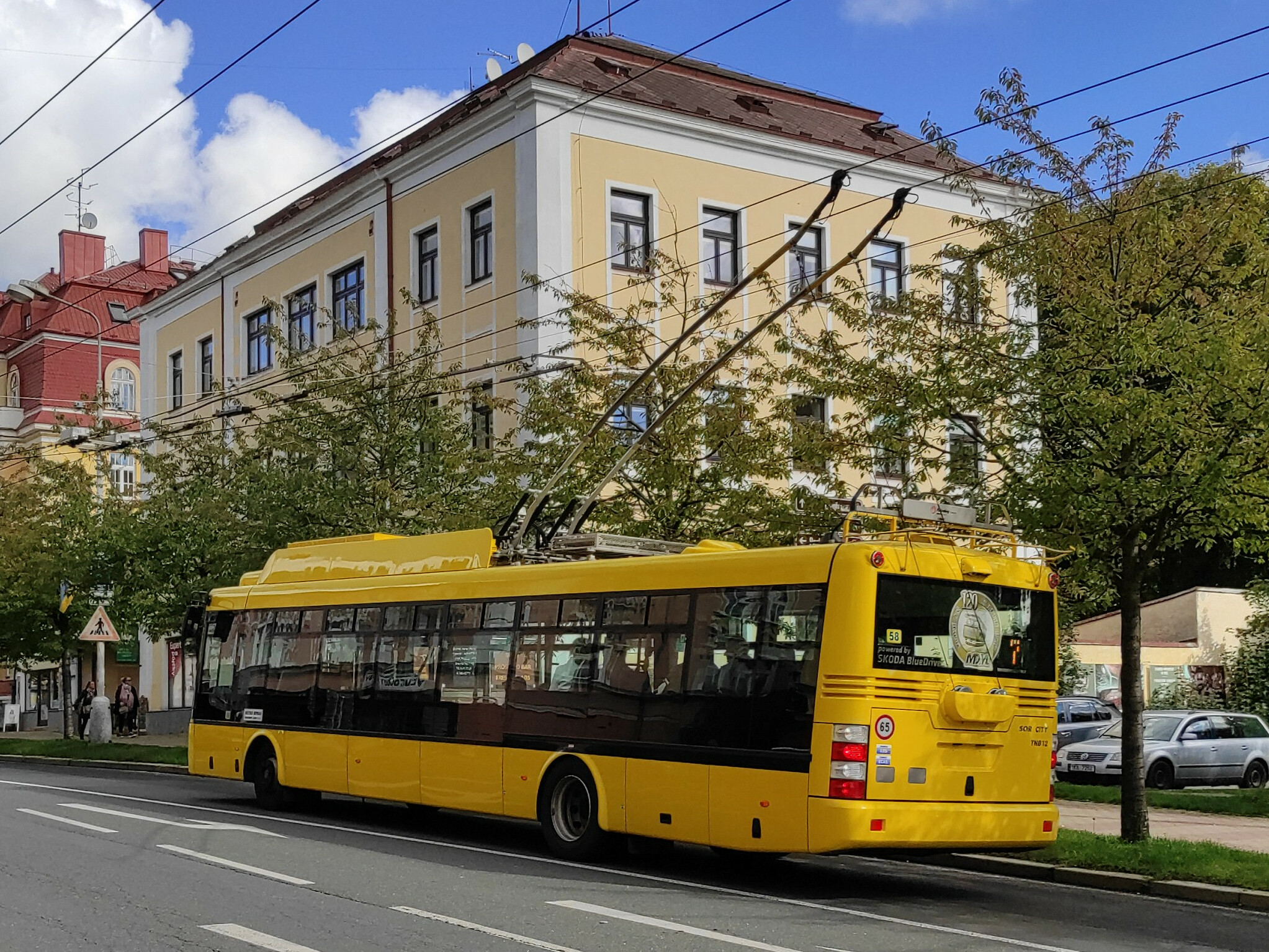
Škoda 30Tr v Mariánských Lázních

Prototypový trolejbus Škoda 30Tr byl vyroben v roce 2010 v Plzni v závodě Škody Electric, kam byla v září toho roku dovezena karoserie ze SORu Libchavy. Vůz, určený pro slovenský Dopravný podnik mesta Banská Bystrica (DPM BB), vykonával od listopadu 2010 zkušební jízdy v Plzni a následně od února do dubna 2011 podstoupil v Bratislavě homologizační zkoušky pro schválení typu na Slovensku. Od dubna do června 2011 již byl ve zkušebním provozu s cestujícími v Banské Bystrici, kde obdržel číslo 3001. Ostatní vozy z 19kusové objednávky DPM BB byly od ledna 2011 kompletovány přímo v Banské Bystrici, kde pracovníci DPM BB zabudovávali do trolejbusů elektrickou výzbroj, čímž chtěl dopravce ušetřit až 60 % finančních nákladů. Všech 19 trolejbusů bylo slavnostně předáno 30. června 2011 a jejich pravidelný provoz byl zahájen o den později.
V Česku objednal v září 2010 první vozy 30Tr Dopravní podnik města Hradce Králové (DPMHK). První trolejbus byl dodán v září 2011 a již 15. září toho roku byl poprvé vypraven do pravidelného provozu. V rámci 18kusové zakázky, realizované v letech 2011–2012, byly roku 2012 vyrobeny a dodány i první dva vozy 30Tr s pomocným dieselagregátem, které byly určeny pro linku č. 1 do čtvrti Kluky. Královéhradecké trolejbusy 30Tr byly, podobně jako zdejší kloubové vozy Škoda 31Tr, pojmenovány podle pohádkových postaviček, tentokrát podle postav z knížky Augustinovy pohádky od místní spisovatelky Marty Pohnerové (např. č. 11 Skřítek Dobřík, atd.).
Roku 2013 byly vyrobeny první tři třídveřové trolejbusy 30Tr, které byly určeny do Teplic. Prototypový vůz 30Tr s trakční baterií vznikl v roce 2018 a výrobce ho nejprve v březnu a dubnu toho roku zapůjčil Dopravnímu podniku města Hradce Králové. Od dubna 2018 do prosince 2019 byl dlouhodobě pronajat Dopravnímu podniku hl. m. Prahy, kde pod číslem 9506 zajišťoval provoz na částečně zatrolejované trati Palmovka–Letňany. Na začátku roku 2020 ho odkoupil DPMHK, který jej označil číslem 38.
Výroba typu 30Tr pokračovala do roku 2020, kdy poslední vozy obdržel na podzim toho roku v počtu 4 kusů slovenský Dopravný podnik mesta Prešov. Celkem bylo vyrobeno 159 trolejbusů Škoda 30Tr, z nichž většina byla klasických, 17 disponovalo pomocným dieselagregátem a 34 bylo vybaveno trakční baterií. Převážná část vozů měla čtyřdveřovou karoserii, pouze 16 kusů bylo třídveřových. Celkem 86 trolejbusů bylo dodáno na Slovensko, zbylých 73 českým dopravcům. Největším odběratelem byl Dopravný podnik Bratislava, který v letech 2014–2015 zakoupil 50 vozů, z toho 15 s dieselagregátem. Dalšími velkými provozovateli byli Dopravní podnik města Hradce Králové (28 ks, z toho 2 s dieselagregátem a 10 s trakční baterií), Dopravní podnik města Pardubic (22 ks, z toho 4 s trakční baterií) a Dopravný podnik mesta Banská Bystrica (20 ks).

### Dodávky trolejbusů
| Současný stát | Město             | Článek | Roky dodávek | Počet vozů | Evidenční čísla při dodání | Poznámky                                                  | Zdroj  |
| ------------- | ----------------- | ------ | ------------ | ---------- | -------------------------- | --------------------------------------------------------- | ------ |
| Česko         | Hradec Králové    | článek | 2011–2020    | 28         | 11–38                      | 17 a 18 s dieselagregátem, 29–38 s trakční baterií        | [ 19 ] |
| Česko         | Mariánské Lázně   | článek | 2020         | 8          | 58–65                      | všechny v třídveřovém provedení s trakční baterií         | [ 20 ] |
| Česko         | Pardubice         | článek | 2016–2018    | 22         | 333–335, 410–424, 480–483  | 480–483 s trakční baterií                                 | [ 21 ] |
| Česko         | Teplice           | článek | 2013–2018    | 8          | 178–180, 501–505           | všechny v třídveřovém provedení 501–505 s trakční baterií | [ 22 ] |
| Česko         | Zlín – Otrokovice | článek | 2019         | 7          | 221–227                    | všechny s trakční baterií                                 | [ 23 ] |
| Slovensko     | Banská Bystrica   | článek | 2011–2015    | 20         | 3001–3020                  | 3001 – prototyp                                           | [ 24 ] |
| Slovensko     | Bratislava        | článek | 2014–2015    | 50         | 6001–6035, 6101–6115       | 6101–6115 s dieselagregátem (30TrDG)                      | [ 25 ] |
| Slovensko     | Prešov            | článek | 2017–2020    | 9          | 732–740                    |                                                           | [ 17 ] |
| Slovensko     | Žilina            | článek | 2012–2013    | 7          | 258–264                    |                                                           | [ 26 ] |

## Galerie

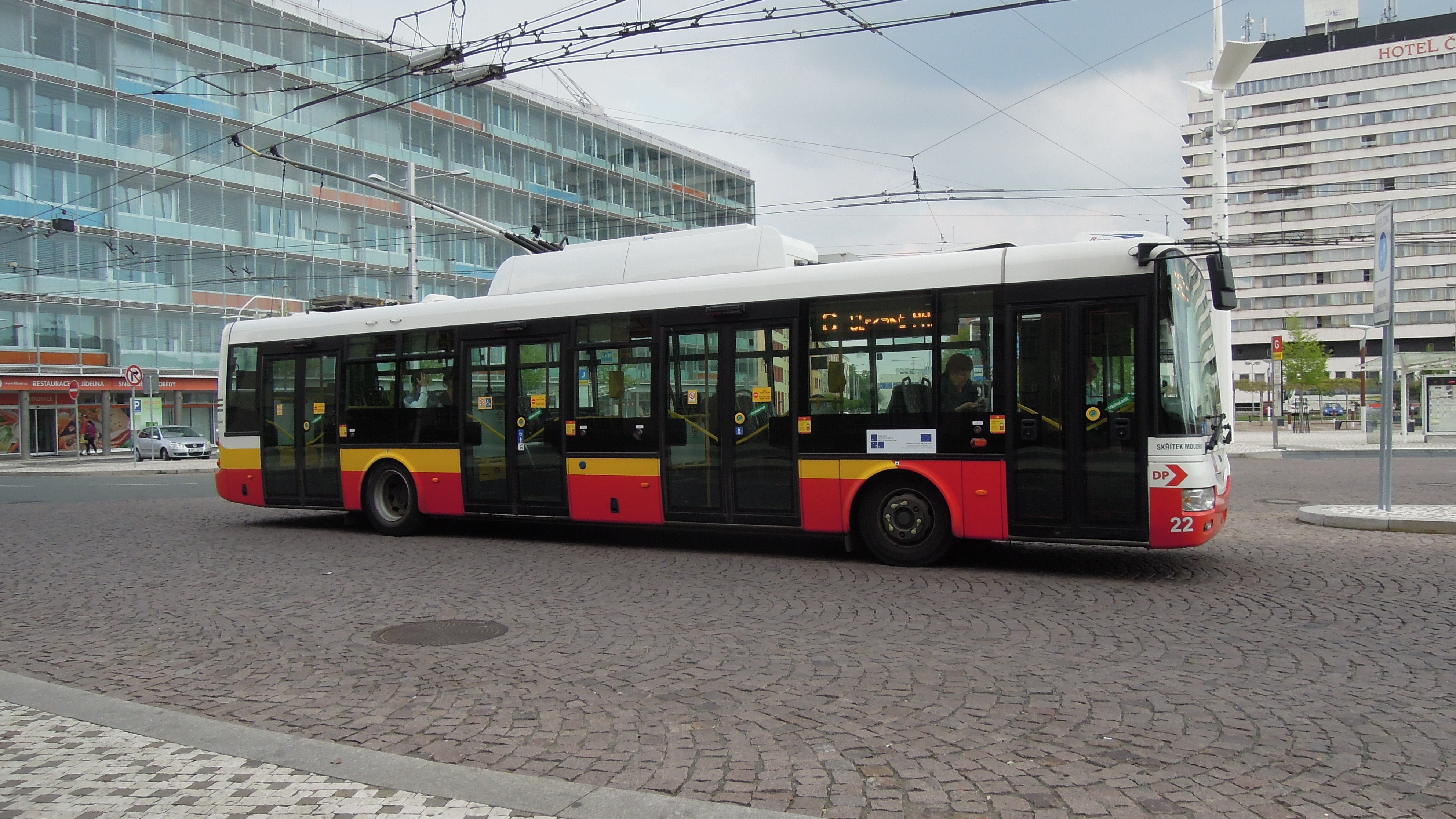
Škoda 30Tr v Hradci Králové
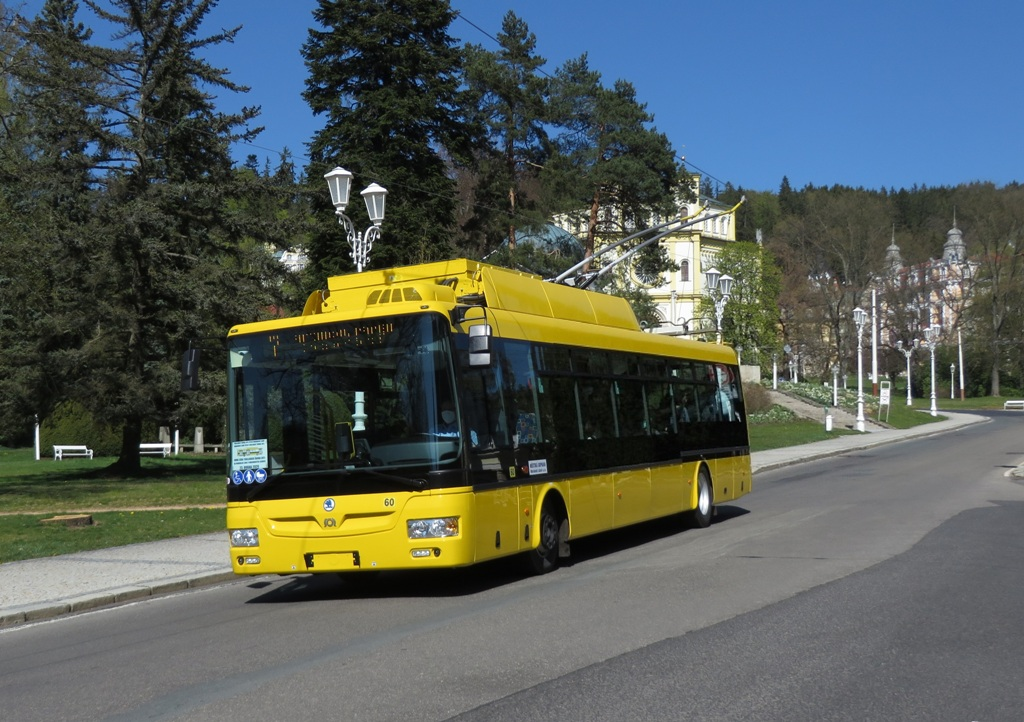
Škoda 30Tr v Mariánských Lázních
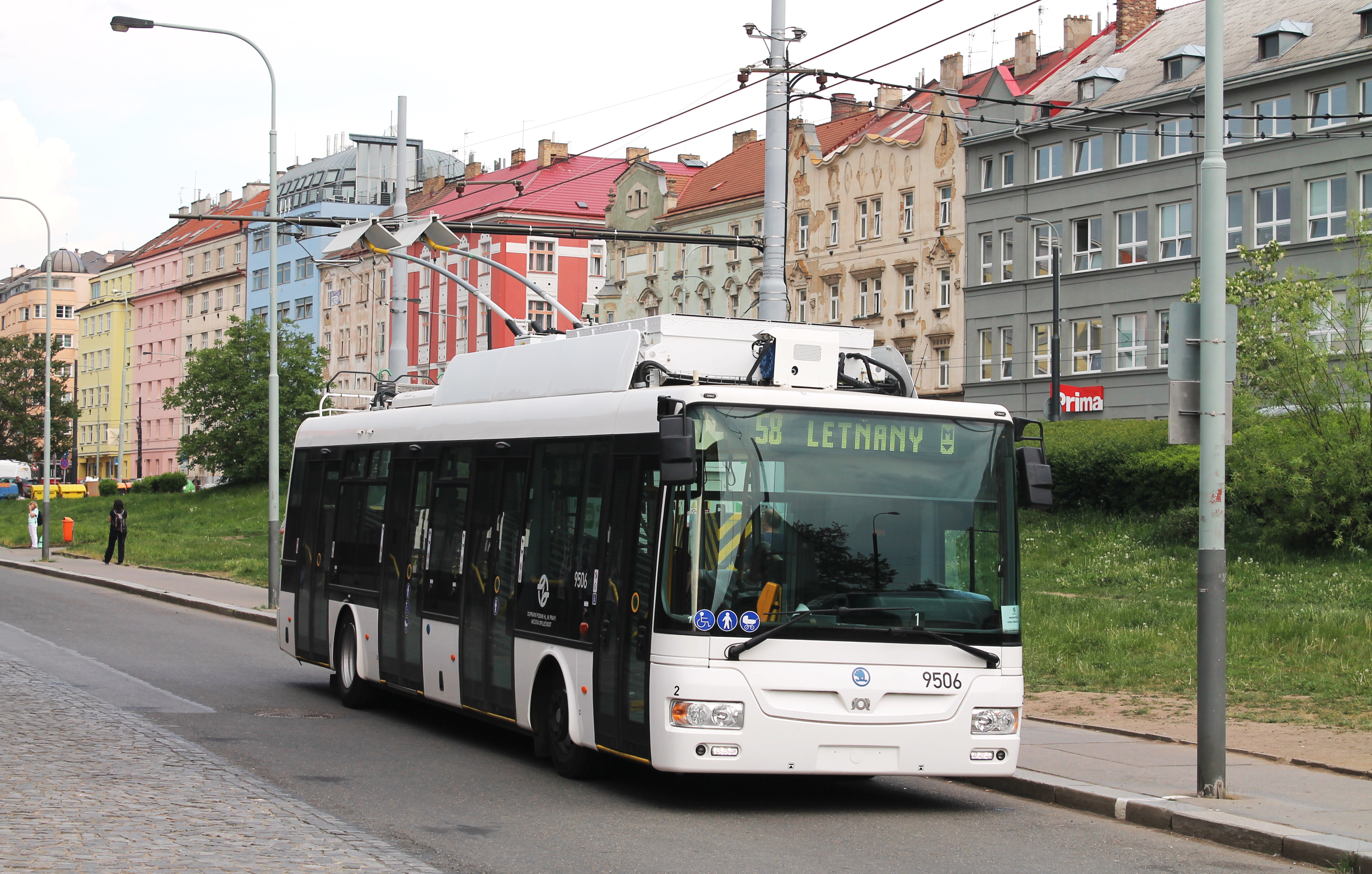
Škoda 30Tr v Praze
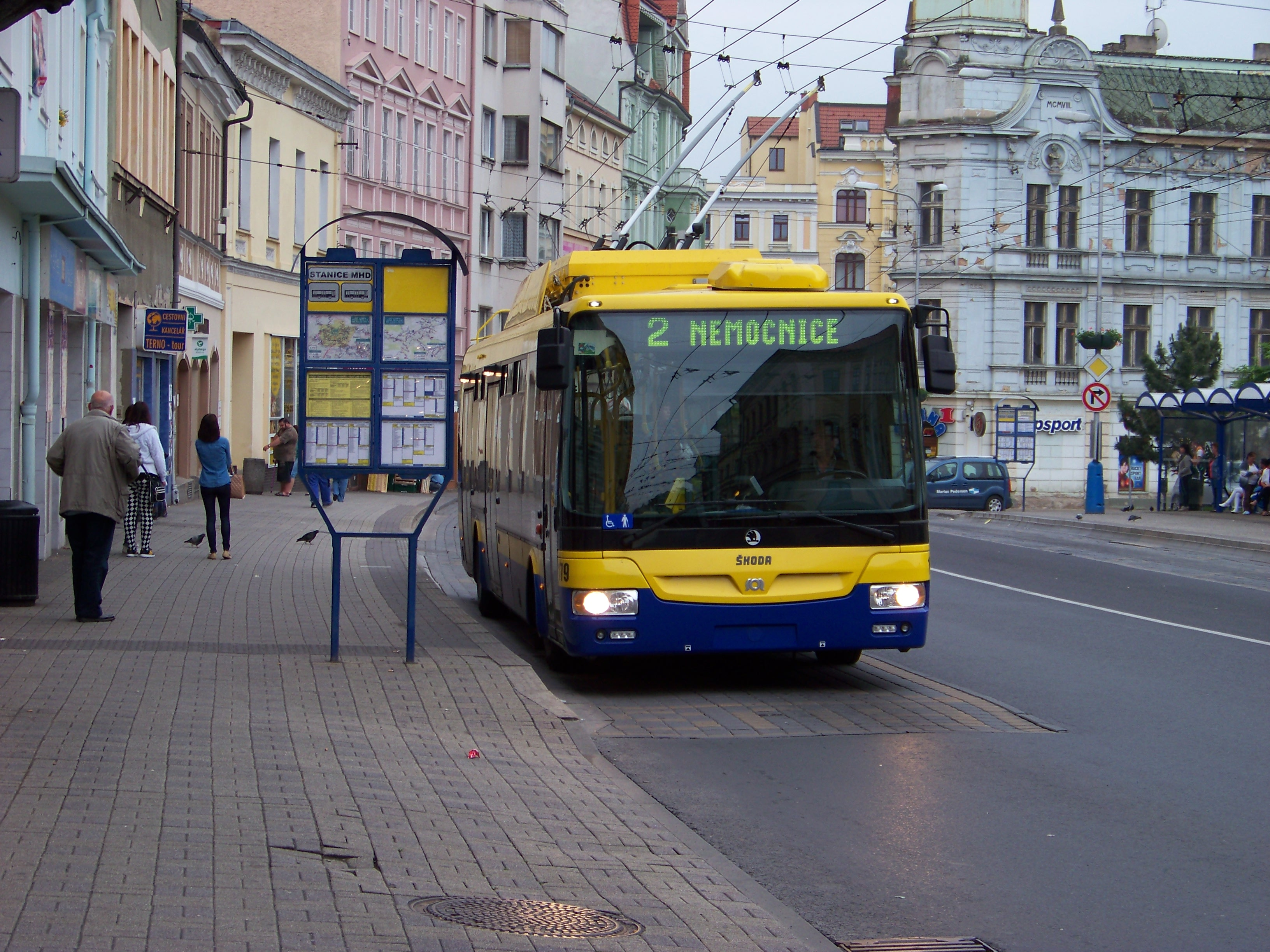
Škoda 30Tr v Teplicích
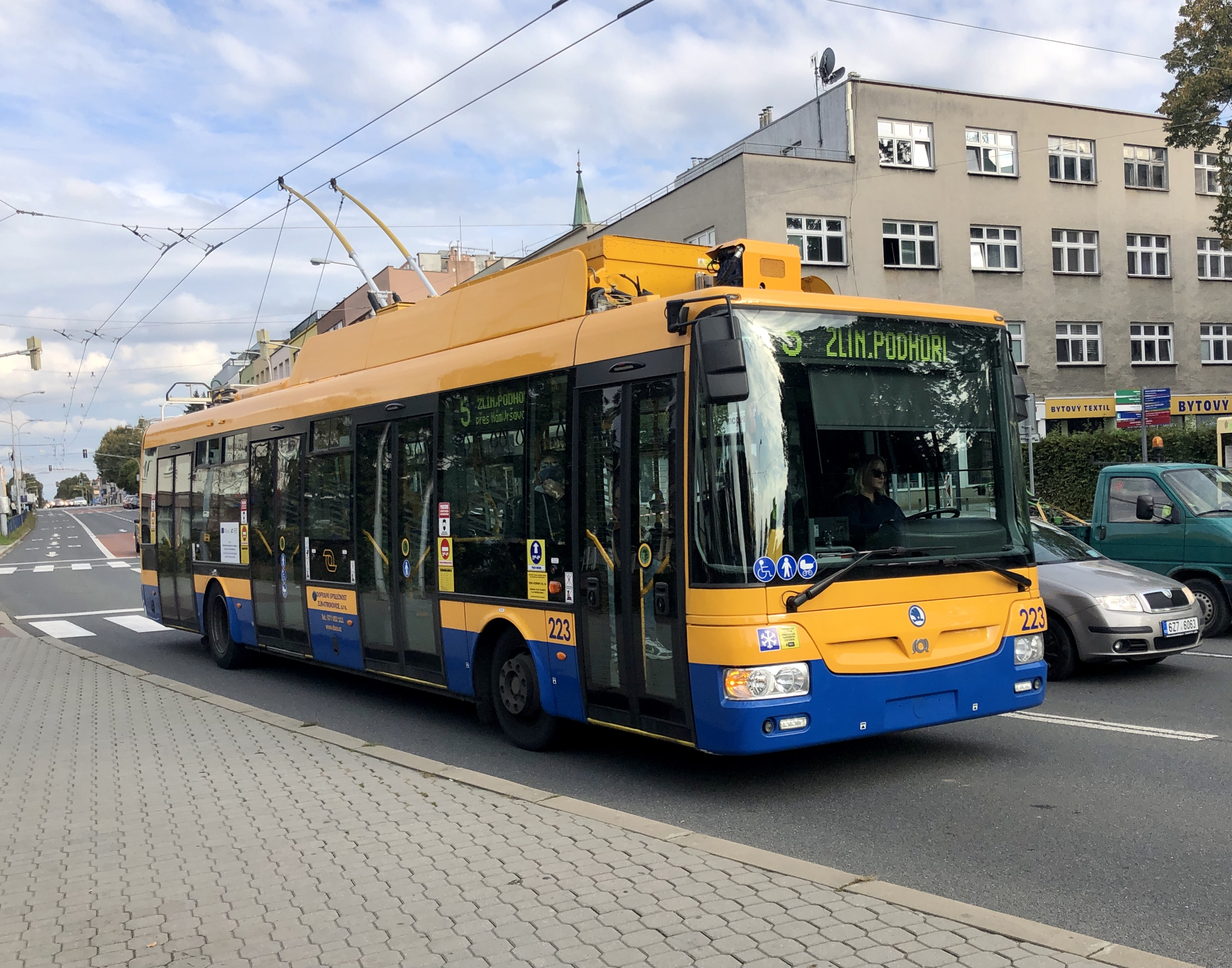
Škoda 30Tr ve Zlíně
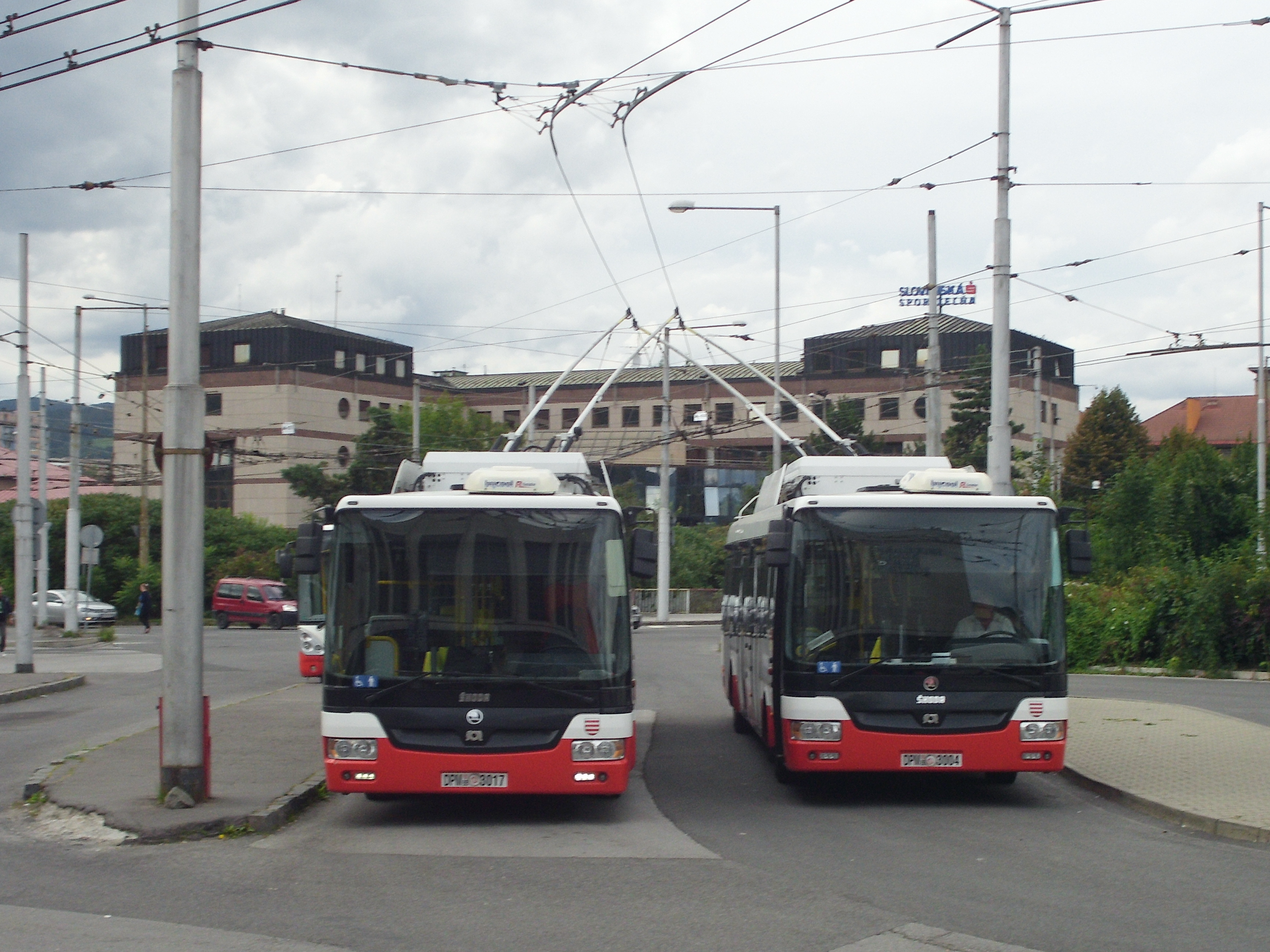
Dvojice vozů Škoda 30Tr v Banské Bystrici
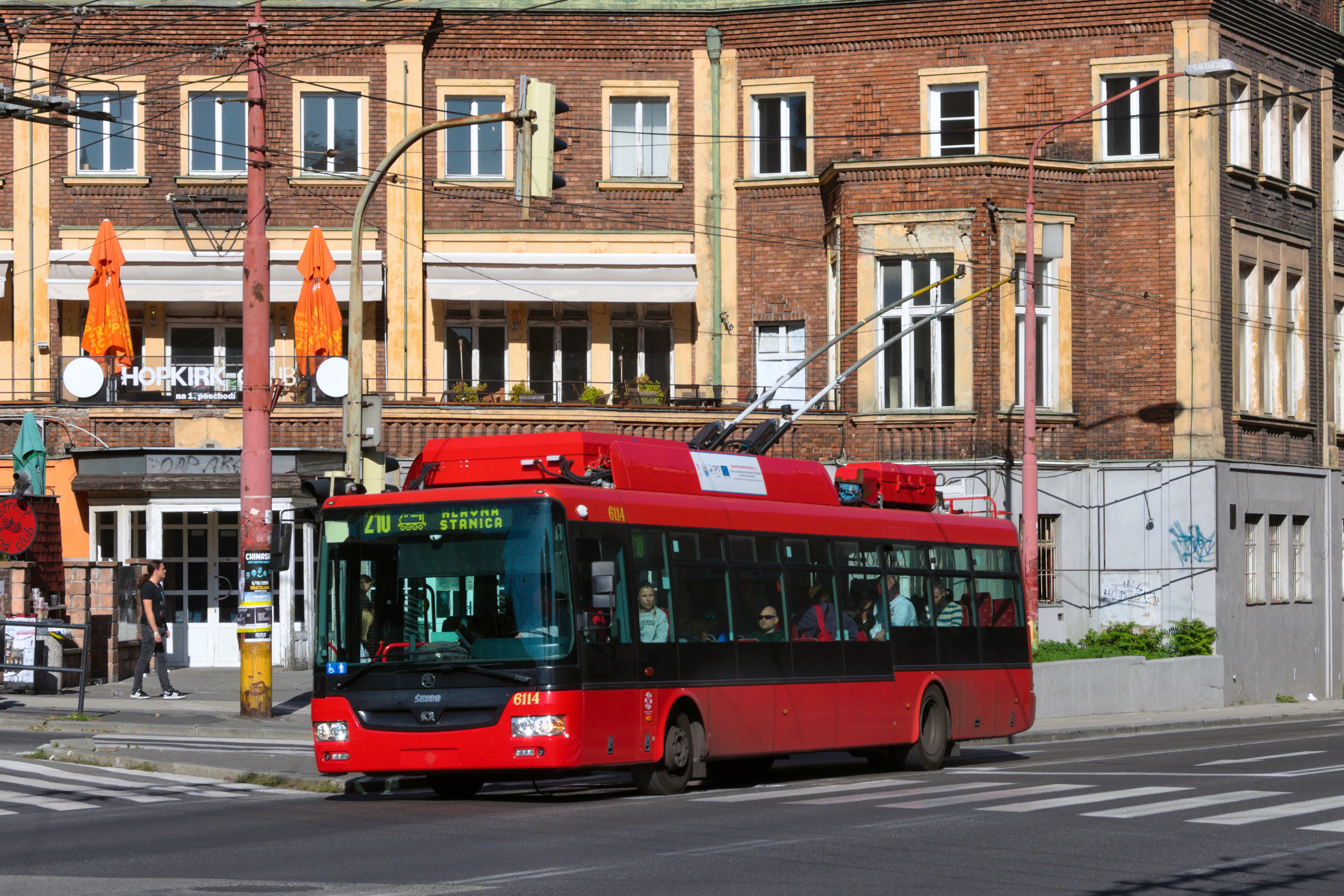
Škoda 30Tr v Bratislavě
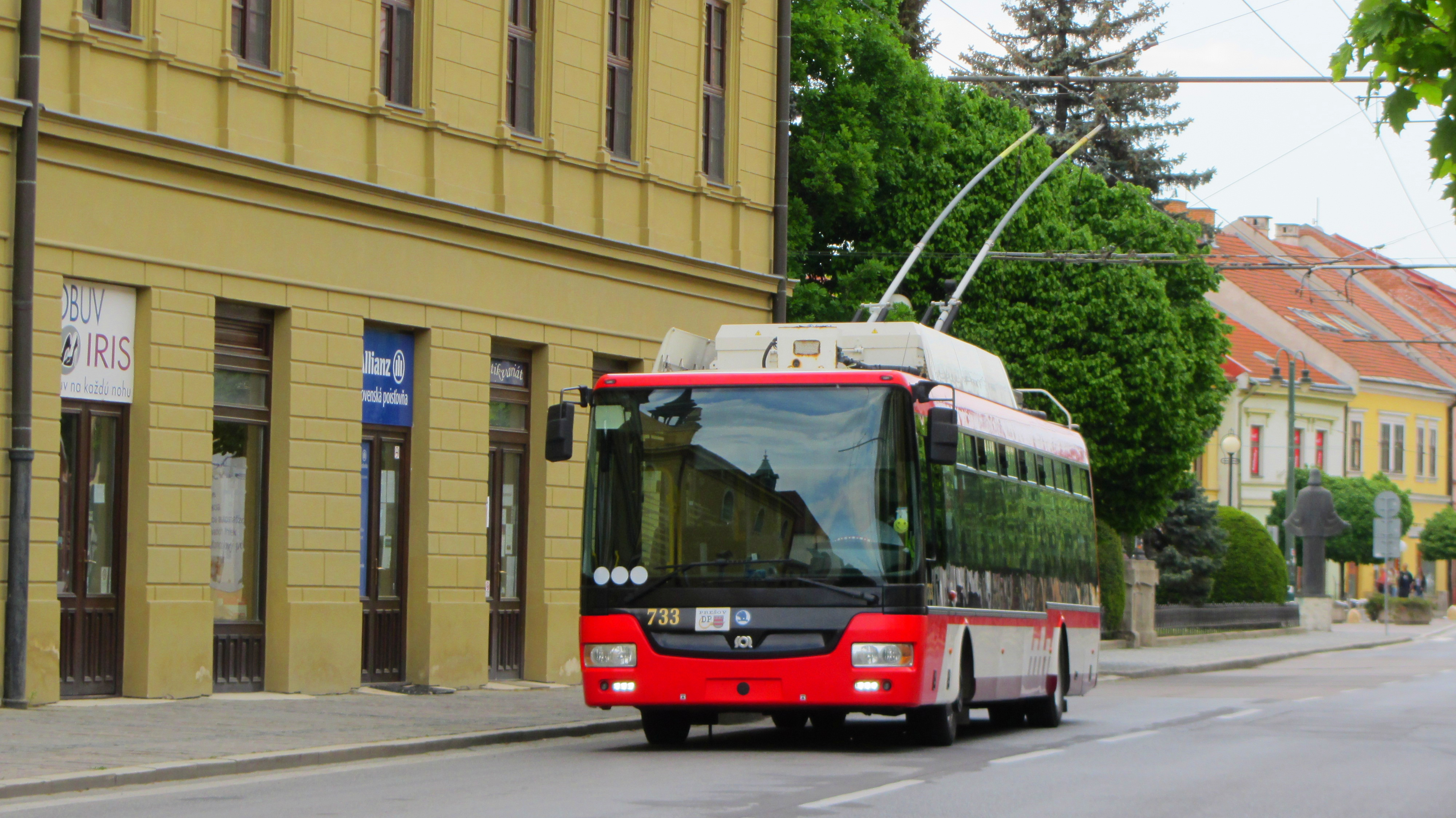
Škoda 30Tr v Prešově